# Metropolitan line

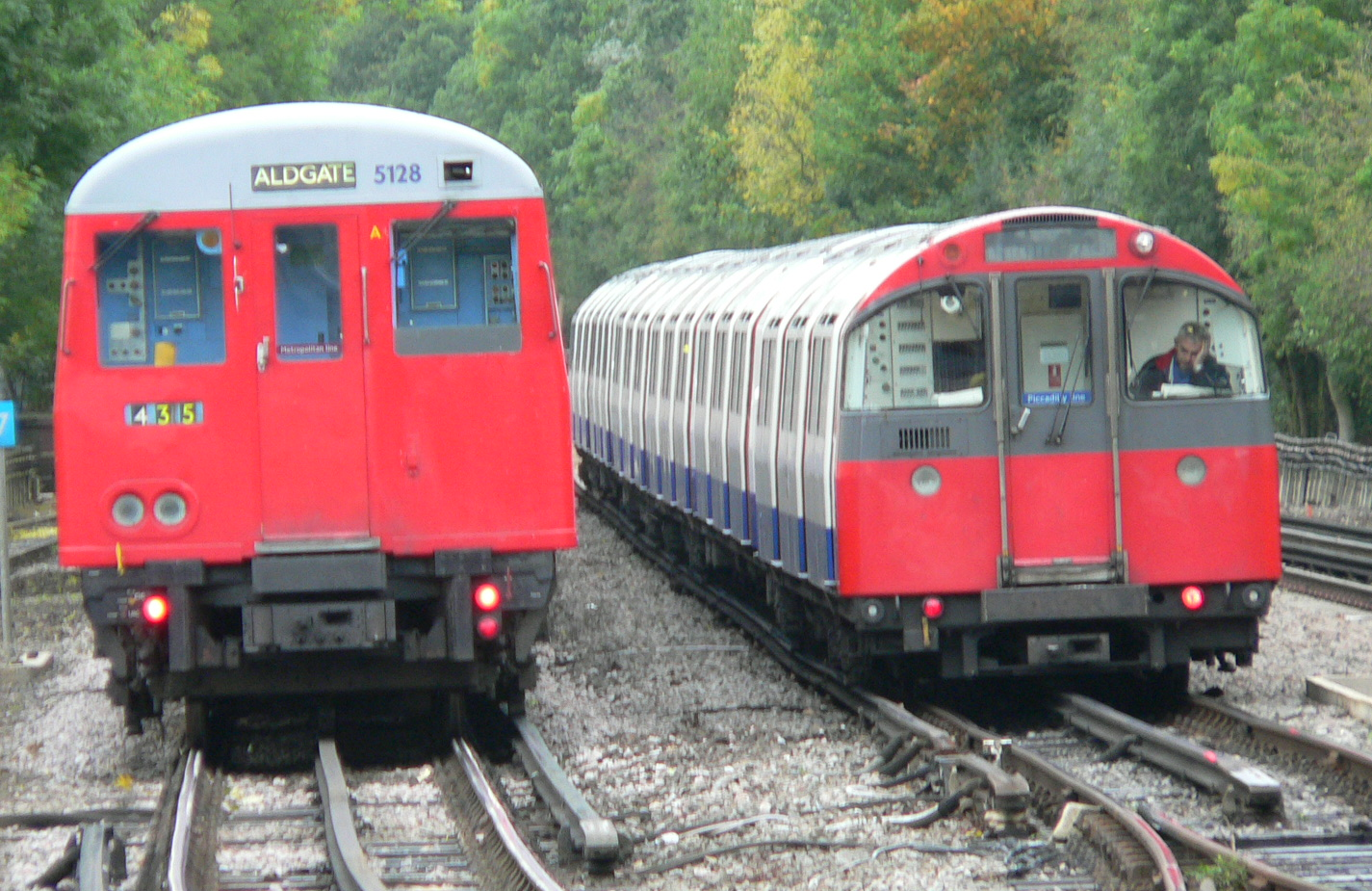
A vonalon közlekedő szerelvény a bal oldalon

A Metropolitan a londoni metróhálózat tagja. Színe a hálózat térképein a bíborvörös. Ez volt a világ legelső földalatti vasútja, 1863. január 10-én nyitották meg. Főága a London városközpontjában található Aldgate-től Amershamig tart, leágazásokkal Uxbridge, Watford és Chesham felé. A vonal kezdeti szakaszán a vonatok az út nagy részén alagútban haladnak, a Baker Streeten és Finchley Roadon túl pedig a felszínen. A Metropolitan által kiszolgált 34 állomás közül mindössze kilenc van a föld alatt. A hosszához képest mára ez a legkevésbé kihasznált vonal, habár ez a legidősebb és eredetileg a tömeget hivatott csökkenteni a metróhálózaton. Ma a kilencedik legforgalmasabb vonal Londonban.
A négy pályás kialakítás (Wembley Park és Moor Park között) lehetőséget ad a külvárosokba való gyors eljutásra. Néhány szerelvény végállomása a Baker Street, míg mások folytatják útjukat a belvárosba Aldgate-ig.
A Metropolitan a hálózat leggyorsabb vonala. Az 1990-es és 2000-es évek előtt a gyorsított vonalon Harrow-on-the-Hilltől északra 110 km/h sebességgel haladtak a vonatok, azonban a sebességhatárt 80 km/h-ra csökkentették, de még így is ez a leggyorsabb.

## Általános információk
A korábban ezen a vonalon közlekedő A Stock vonatokat, az új S8 Stock szerelvények váltják le. Hasonló szerelvények járnak a Circle, District és a Hammersmith & City vonalakon is, azonban azok csak hét kocsiból állnak, és nincsenek egymással szembefordított székek. Az S8 Stock szerelvényeken, hasonlóan mint a rendes vonatokon, találhatunk egymással szembe fordított négyesével csoportosított üléseket. Az S Stock szerelvények egyterűek, és légkondícionáltak is, ezzel ezek lettek az első szerelvények a londoni metrón, amelyek rendelkeznek klímaberendezéssel és elejétől a végéig átjárhatóak, ellentétben a többi járművel, amelyeken csak szellőzők vannak, és több különálló kocsiból állnak.
A Metropolitan az egyetlen metróvonal, amely a 9-es zónáig kimegy.
A vonal a Finchley Road és a Wembley Park állomások között párhuzamosan halad a Jubilee vonallal, ám az előbb említett két állomás között a Metropolitan szerelvényei nem állnak meg.
Rayners Lane és Uxbridge állomások között közös vágányon halad a Piccadilly vonallal, amely azért érdekes mert, a Piccadilly egy ún. mélyvasút, amíg a Metropolitan kéregvasút kategóriába sorolható.

## Állomáslista
Aldgate
- Liverpool Street
- Moorgate
- Barbican
- Farringdon
- King's Cross St. Pancras
- Euston Square
- Great Portland Street
- Baker Street
- Finchley Road
- Wembley Park
- Preston Road
- Northwick Park
- Harrow-On-The-Hill

### Uxbridge-i ág
- West Harrow
- Rayners Lane
- Eastcote
- Ruislip Manor
- Ruislip
- Ickenham
- Hillingdom
- Uxbridge

### Watford-i ág
- North Harrow
- Pinner
- Northwood Hills
- Northwood
- Moor Park
- Croxley
- Watford

### Cheasham-i ág
- Moor Park
- Rickmanworth
- Chorleywood
- Chalfont & Latimer
- Cheasham

### Amersham-i ág
- Chalfont & Latimer
- Amersham

## Fordítás
Ez a szócikk részben vagy egészben  a   Metropolitan line című angol Wikipédia-szócikk fordításán alapul.  Az eredeti cikk szerkesztőit annak laptörténete sorolja fel. Ez a jelzés csupán a megfogalmazás eredetét és a szerzői jogokat jelzi, nem szolgál a cikkben szereplő információk forrásmegjelöléseként.